# Anaxipha peruviana
Anaxipha peruviana är en insektsart som först beskrevs av Henri Saussure 1874.  Anaxipha peruviana ingår i släktet Anaxipha och familjen syrsor.

## Underarter
Arten delas in i följande underarter:
- A. p. peruviana
- A. p. ecaudata